# Anjelica Huston
Anjelica Huston (Santa Monica (Californië), 8 juli 1951) is een Amerikaans actrice en regisseur. Ze is onder meer bekend van haar rol als Morticia Addams in de film The Addams Family (1991) en het vervolg Addams Family Values (1993).
Huston komt uit een familie van drie generaties Oscarwinnaars. Haar grootvader was acteur Walter Huston en haar vader was regisseur en acteur John Huston. Haar broer is acteur Danny Huston. Ze groeide op in Ierland en Engeland. Haar eerste rollen waren in films geregisseerd door haar vader, maar ze gaf haar acteercarrière al snel op om fotomodel te worden. Na begin jaren tachtig weer enkele kleinere rollen te spelen, kwam haar grote doorbraak in 1985 met haar optreden in een andere door haar vader geregisseerde film: Prizzi's Honor. Met dit optreden won ze een Oscar voor beste vrouwelijke bijrol.
In 2005 won Huston een Golden Globe (eveneens voor beste actrice in een bijrol) voor haar rol in Iron Jawed Angels. Daarnaast is ze nog twee keer genomineerd voor een Oscar, zeven keer voor een Golden Globe, vijf keer voor een Emmy, drie keer voor een BAFTA en drie keer voor een Saturn Award. In 2010 kreeg ze (net als haar vader en grootvader vóór haar) een ster op de Hollywood Walk of Fame.
Naast actrice is Huston ook, in navolging van haar vader, filmregisseur. Ze beleefde haar debuut als regisseur met Bastard Out of Carolina (1996), waarvoor ze een Emmy-nominatie kreeg.
Ze is ook politiek actief. Zo was ze een prominente tegenstander van de invasie van Irak en werkt ze ook mee aan een documentaire over Aung San Suu Kyi.
Huston was getrouwd met de in 2008 overleden beeldhouwer Robert Graham. Ze woonden in een enorm huis zonder ramen in Venice Beach (Los Angeles), dat Graham speciaal heeft laten bouwen. Eerder had ze een lange relatie met acteur Jack Nicholson, met wie ze van 1973 tot 1989 samenwoonde.

## Filmografie
Een selectie van films waarin Huston heeft opgetreden:
- Hamlet (1969)
- Swashbuckler (1976)
- The Last Tycoon (1976)
- The Postman Always Rings Twice (1981)
- This Is Spinal Tap (1984)
- The Ice Pirates (1984)
- Prizzi's Honor (1985)
- Captain EO (1986)
- Gardens of Stone (1987)
- The Dead (1987)
- Lonesome Dove (1988)
- A Handful of Dust (1988)
- Crimes and Misdemeanors (1989)
- Enemies, A Love Story (1989)
- The Witches (1990)
- The Grifters (1990)
- The Addams Family (1991)
- Manhattan Murder Mystery (1993)
- Addams Family Values (1993)
- The Perez Family (1995)
- The Crossing Guard (1995)
- Phoenix (1998)
- Ever After (1998)
- Buffalo '66 (1998)
- The Golden Bowl (2000)
- The Royal Tenenbaums (2001)
- The Mists of Avalon (2001)
- Blood Work (2002)
- The Man from Elysian Fields (2002)
- Barbie as Rapunzel (2002) (stem)
- Daddy Day Care (2003)
- Kaena: The Prophecy (2003) (stem)
- The Life Aquatic with Steve Zissou (2004)
- Iron Jawed Angels (2004)
- Art School Confidential (2006)
- Material Girls (2006)
- These Foolish Things (2006)
- Seraphim Falls (2006)
- The Darjeeling Limited (2007)
- Martian Child (2007)
- Choke (2008)
- The Kreutzer Sonata (2008)
- Tinker Bell (2008)
- Spirit of the Forest (2008)
- Tinker Bell and the Lost Treasure (2009)
- When in Rome (2010)
- 50/50 (2011)
- Smash (2012)
- Secret of the Wings (2012)
- The Pirate Fairy (2014)
- Tinker Bell and the Legend of the NeverBeast (2014)
- The Master Cleanse (2016)
- The Watcher in the Woods (2017)
- Trouble (2017)
- Isle of Dogs (2018) (stem)
- John Wick: Chapter 3 – Parabellum (2019)
- Waiting for Anya (2020)
- The French Dispatch (2021) (stem)
- Star Wars: Visions (2023) (stem)
- Ballerina (2025)